# Bot (Terra Alta)
Bot (pronúnica local: bɔ́t) és un municipi de la comarca de Catalunya pertanyent a la Terra Alta. És un terme municipal de dimensions mitjanes. Amb només 34,70 km² és, després del de Prat de Comte el més petit de la Terra Alta. El lingüista Joan Coromines va provar que el nom del poble té arrel àrab. Està documentat que l'any 1039 la família musulmana dels Beni-Hud substitueix els Tujubís en el govern de la vall de l'Ebre i les taifes de Saragossa i Lleida. El seu domini s'estén fins a l'any 1099, en què el control de la zona cau en mans dels almoràvids de les taifes andalusines. Atès que el mot Hud defineix aquella gent com a poble i que Bu vol dir «descendent de», la denominació Bu-Hud vindria a significar «descendents dels Hud». El 1224 ja s'escriu Booth i cap al 1600 passà a escriure's Boot.
Històricament Bot fou senyoriu de l'orde del Temple (Bot), primer, i de l'Hospital, després i fins a la desamortització de Madoz.

## Ubicació
El municipi de Bot, és situat a ponent de Gandesa, entre els darrers contraforts occidentals de la Serra de Pàndols, a l'extrem de llevant (serra de volendins --els de Bot en diuen de Malandins--, la Molleta, per on s'escola el riu de les Canaletes, entre la serra de l'Agulla i la mola d'en Canar, al límit entre Gandesa, Prat de Comte y Bot. i els orientals de la serra dels Pesells a ponent, al límit amb el municipi de Caseres. Aquesta serra dels Pesells, a més, és divisòria d'aigües entre el riu d'Algars i el riu Canaletes, a la conca del qual corresponen els diversos barrancs que solquen el terme: el barranc de l'Estret d'en Vidal, el dels Vilassos i d'altres, per l'esquerra i per la dreta hi desguassen; el de Berbís, el de Boscarrons, el de Rodamunts, el del Botarell etc. Al seu torn, el riu de les Canaletes drena la part meridional del terme. Aquest, atramuntana, és accidentat per la continuació de la serra del Calar, límit amb Gandesa (els de Bot en diuen dAucalar) fins a la serra de Borja, que separa el municipi del de Batea. A migdia, el terme és accidentat pels darrers contraforts nord-orientals dels Ports de Tortosa-Beseit: puigs de Rodamunts (594 m) i de Solana (570 m) de la serra de la Tosca, passant pel Mas de Catxalau al límit amb Prat de Comte i el primer també amb Horta de Sant Joan.
Així, el terme comprèn una part central, oberta com un ventall, de plans amb elevacions suaus i d'una alçada superior als 240 m (que assoleixen a migdia del poble, vora el riu de les Canaletes). Aquesta zona més deprimida és envoltada d'elevacions, ja mencionades, que arriben als 500 m a tramuntana (la serra de Botja fa de divisòria entre les aigües que vessen al Matarranya i les que vessen al riu de les Canaletes) i gairebé als 600 a migdia (serra de Bot). Només el sector nord-oriental, al termenal amb Gandesa, les elevacions són més suaus i menys altes, les aiües de les quals va a parar al riu de la Canaleta juntament amb les de Volendins i totes elles al riu de les Canaletes al SE de la vila i molt prop del nucli urbà.
Per la part de tramuntana, just al termenal, passa la carretera N-420 de Calaceit a Gandesa, conflueix amb aquesta una carretera local que prové del poble de Bot (la qual també arriba fins a Gandesa) y que en sentit contrari, es dirigeix per sengles brancals vers Prat de Comte i Horta de Sant Joan.

## Geografia
- Llista de topònims de Bot (Orografia: muntanyes, serres, collades, indrets..; hidrografia: rius, fonts...; edificis: cases, masies, esglésies, etc).

## Demografia
| 1497 f | 1515 f | 1553 f | 1717 | 1787 | 1857  | 1877  | 1887  | 1900  | 1910  |
| ------ | ------ | ------ | ---- | ---- | ----- | ----- | ----- | ----- | ----- |
| 72     | 76     | 57     | 259  | -    | 1.285 | 1.131 | 1.273 | 1.412 | 1.391 |

| 1920  | 1930  | 1940  | 1950  | 1960  | 1970  | 1981  | 1990 | 1992 | 1994 |
| ----- | ----- | ----- | ----- | ----- | ----- | ----- | ---- | ---- | ---- |
| 1.474 | 1.510 | 1.348 | 1.555 | 1.344 | 1.200 | 1.020 | 949  | 901  | 901  |

| 1996 | 1998 | 2000 | 2002 | 2004 | 2006 | 2008 | 2010 | 2012 | 2014 |
| ---- | ---- | ---- | ---- | ---- | ---- | ---- | ---- | ---- | ---- |
| 858  | 858  | 830  | 809  | 780  | 736  | 708  | 683  | 678  | 630  |

| 2016 | 2018 | 2020 | 2022 | 2024 | 2026 | 2028 | 2030 | 2032 | 2034 |
| ---- | ---- | ---- | ---- | ---- | ---- | ---- | ---- | ---- | ---- |
| 615  | 601  | 554  | 566  | 554  | -    | -    | -    | -    | -    |

## Política

### Política municipal
Llista d'alcaldes i nombre de regidors per partit
| Junts-CM                                                                                             | -  | - | - | -  | - | - | -  | - | - | -  | 2  | 1 |
| PP                                                                                                   | -  | 3 | - | 1  | - | - | -  | - | - | -  | -  | - |
| ERC                                                                                                  | -  | - | - | -  | - | - | -  | 2 | 1 | 0  | -  | - |
| PSC                                                                                                  | -  | - | - | -  | - | - | -  | 2 | 3 | -  | -  | 3 |
| PSUC                                                                                                 | 2  | - | - | -  | - | - | -  | - | - | -  | -  | - |
| ECP                                                                                                  | -  | - | - | -  | - | - | -  | - | - | -  | -  | 3 |
| UCD                                                                                                  | 4  | - | - | -  | - | - | -  | - | - | -  | -  | - |
| CiU                                                                                                  | 2  | 6 | 7 | 4  | 7 | 7 | 4  | 3 | 3 | 3  | -  | - |
| Altres                                                                                               | 1a | - | - | 2b | - | - | 3c | - | - | 4d | 5d | - |
| Total                                                                                                | 9  | 9 | 7 | 7  | 7 | 7 | 7  | 7 | 7 | 7  | 7  | 7 |
| a Independents; b Unió per la Terra Alta (UPTLA); c Alternativa per Bot - FIC; d Alternativa per Bot |    |   |   |    |   |   |    |   |   |    |    |   |

| Període     | Alcalde o alcaldessa                             | Partit polític                       | Data de possessió     | Observacions     |
| ----------- | ------------------------------------------------ | ------------------------------------ | --------------------- | ---------------- |
| 1979–1983   | Francisco Serena Barrobés                        | Logotip de Unió de Centre Democràtic | 19/04/1979            | --               |
| 1983–1987   | Bautista Cortiella i Sabaté                      | Logotip de Ciu 1980s                 | 28/05/1983            | --               |
| 1987–1991   | Bautista Cortiella i Sabaté                      | Logotip de Ciu 1980s                 | 30/06/1987            | --               |
| 1991–1995   | Bautista Cortiella i Sabaté                      | Logotip de Ciu 1980s                 | 15/06/1991            | --               |
| 1995–1999   | Maria Morelló i Grau                             | Logotip de Ciu 1980s                 | 17/06/1995            | --               |
| 1999–2003   | Maria Morelló i Grau                             | Logotip de Ciu 1980s                 | 03/07/1999            | --               |
| 2003–2007   | Maria Morelló i Grau                             | Logotip de Ciu 1980s                 | 14/06/2003            | --               |
| 2007–2011   | Andreu Martínez Morelló Lluís Andrés Agut i Solé | ApB                                  | 16/06/2007 16/11/2007 | moció de censura |
| 2011–2015   | Lluís Andrés Agut i Solé                         | ApB                                  | 11/06/2011            | --               |
| 2015–2019   | Lluís Andrés Agut i Solé                         | ApB                                  | 13/06/2015            | --               |
| 2019-2023   | Lluís Andrés Agut i Solé                         | ApB                                  | 15/06/2019            | --               |
| Des de 2023 | Núria Mulet i Mulet                              | MTE (ECP)                            | 17/06/2023            | --               |

## Llocs d'interès
- Cooperativa Agrícola Sant Josep[6]
- Celler Cal Menescal[7][8]

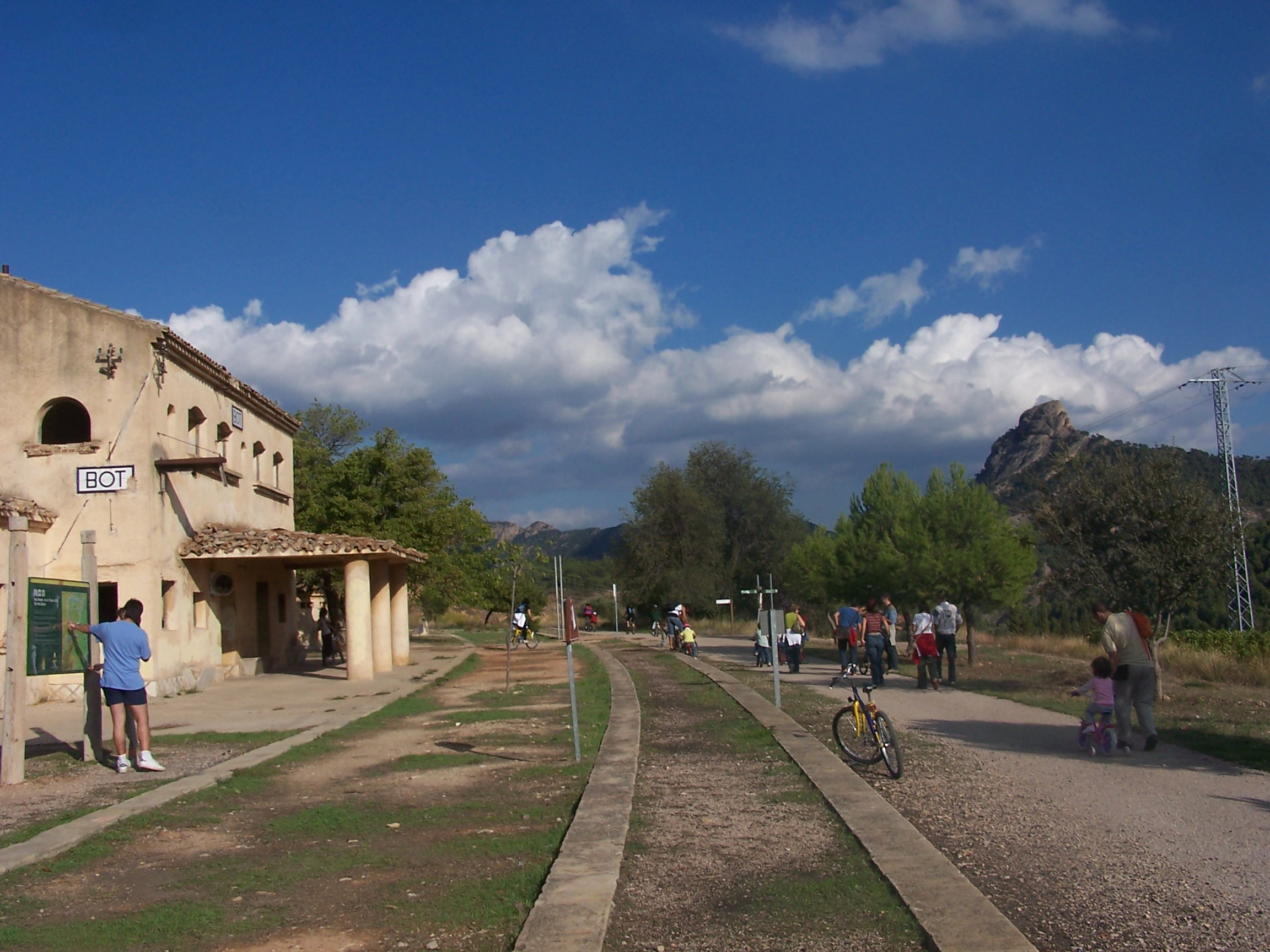
Antiga estació, a l'actual Via Verda

- L'Església Parroquial de Sant Blai de Bot. Datada al segle xvii, és, bàsicament, d'estil renaixentista.
- La Casa de Paladella. Habitatge senyorial, que va ser construïda al pas del segle xvii al segle xviii.
- L'ermita de Sant Josep. Situada al sud-est del poble, dalt d'un turonet al peu del riu Canaletes, darrere seu s'alcen les imponents roques de la Plana, l'Agulla i la del Migdia.
- El Forat de la Donzella. Àrea recreativa, amb taules, bancs, focs i una font, situada a prop de l'Ermita de Sant Josep.
- El Collet de Sant Antoni. Monument dedicat al culte de Sant Antoni de Pàdua, i petita àrea de descans. Situat al camí dels horts, prop de la població.
- La Via Verda de la Terra Alta. Proposta turística, cultural i esportiva que segueix part del traçat de l'antic ferrocarril. Té un total de 24 km, i és apta per circular a peu, amb bicicleta o cavall.
- Les Olles. Espai natural situat a 3 km de Bot, seguint el curs del riu Canaletes situats al municipi d'Horta de Sant Joan.
- L'Agulla
- La rotonda sortin del poble.

## Localitats agermanades
- Cournonterral (França)